# Tragidion gracilipes
Tragidion gracilipes là một loài bọ cánh cứng trong họ Cerambycidae.